# برهان وحی‌های متناقض
قائلان به برهان وحی‌های متناقض (به انگلیسی: Argument from inconsistent revelations)، که به عنوان مسئله اجتناب از جهنم عوضی (به انگلیسی: Avoiding the wrong hell problem) نیز شناخته می‌شود، می‌گویند ادیان بسیاری بر مبنای وحی از سوی خدا وجود دارند؛ اما مشخص است که این وحی‌های متناقض نمی‌توانند همگی صحیح باشند.

توزیع جغرافیایی ادیان بزرگ در جهان امروز.

هرچند گاهی از این مدعا به عنوان برهانی در اثبات عدم وجود خدا نام برده می‌شود، اما عمدتاً به عنوان استدلالی در تبیین کثرت گرایی دینی، یا استدلالی ضد شرط‌بندی پاسکال، به کار می‌رود.
همچنین، استدلال می‌شود که مشکل است وجود هیچ خدایی را بدون وحی شخصی قبول کنیم. بیشتر برهان‌های وجود خدا مختص هیچ تک دین خاصی نیستند و می‌توانند به ادیان بسیاری با صحت یکسان اعمال شوند. وقتی با این ادعاهای رغیب در غیاب وحی شخصی مواجه می‌شویم، استدلال می‌شود که مشکل است بین آن‌ها تصمیم‌گیری کنیم، تا این حد که پذیرفتن یک دین لازمه اش ردی بر دیگر ادیان است.

## نمودها
این برهان، در کنار جاهای دیگر، در کاندید ولتر و دیکشنری فلسفه نمود پیدا می‌کند. همچنین در این اظهار Denis Diderot خود را نشان می‌دهد که، هر اثباتی برای وجود خدا توسط مسیحیت یا هر دین دیگری ارائه شود، «یک امام می‌تواند به همان شیوه استدلال کند».